# Teatro Paiol
O Teatro Paiol é um teatro de arena localizado na cidade de Curitiba, capital do estado do Paraná, Brasil.
Seu endereço é o largo Professor Guido Viaro s/nº, no bairro Prado Velho.

## História

### O edifício
Edifício em estilo arquitetônico romano e em formato circular, foi construído em 1874 pelo Exército Brasileiro para ser o novo arsenal de pólvora e munições da cidade, substituindo o antigo, localizado no bairro Bacacheri, que ficava próximo de áreas habitadas da cidade. Pouco tempo depois, tornou-se depósito de explosivos e inflamáveis da prefeitura de Curitiba.
Na década de 1910, o exército proibiu a utilização do local para armazenamento de qualquer produto suscetível de causar explosão. Em 1917, foi transformado, pela prefeitura de Curitiba, em arquivos para documentos municipais e mais tarde, virou uma das sedes da secretaria de obras de pavimentação de ruas.

### Teatro
Na gestão do prefeito Jaime Lerner, foi desenvolvido um projeto para transformar o antigo edifício num teatro. Para as obras de reforma, as características originais da construção foram mantidas e o seu interior foi transformado no primeiro teatro de arena da cidade, com um auditório para 225 espectadores. O projeto foi assinado pelo arquitetônico Abrão Assad.
A inauguração do Teatro Paiol ocorreu em 27 de dezembro de 1971 com a presença dos artistas Toquinho, Marília Medalha e Vinícius de Moraes, que batizou o espaço com uma dose de uísque e compôs em sua homenagem a canção Paiol de Pólvora.